# SV Utrecht United
SV Utrecht United was een Nederlandse amateurvoetbalvereniging uit Utrecht. De club is opgericht op 11 september 2021. De club speelt op Sportpark Papendorp in de gelijknamige wijk, waar eerder SVA Papendorp zijn wedstrijden speelde. Het standaardelftal begon in seizoen 2022/2023 in de vijfde klasse, maar maakte het seizoen niet af.
Voor het seizoen 23/24 heeft Utrecht United slechts twee jeugdteams ingeschreven, een O-23 team en een O-18 team. In april 2024 maakte de gemeente Utrecht bekend dat de club aan het einde van het seizoen zal worden opgeheven, vanwege de gebrekkige aanwas van leden en financiële problemen.